# Ajay Jayaram
Ajay Jayaram (* 28. September 1987 in Madras) ist ein indischer Badmintonspieler. 

## Karriere
Ajay Jayaram wurde 2006 bei den Dutch Open Fünfter im Herreneinzel, vier Jahre später Zweiter in der gleichen Disziplin. 2010 siegte er auch bei den Czech International und dem Smiling Fish.

## Sportliche Erfolge
| Saison | Veranstaltung       | Disziplin    | Platz | Name         |
| ------ | ------------------- | ------------ | ----- | ------------ |
| 2006   | Dutch Open          | Herreneinzel | 5     | Ajay Jayaram |
| 2010   | Dutch Open          | Herreneinzel | 2     | Ajay Jayaram |
| 2010   | Smiling Fish        | Herreneinzel | 1     | Ajay Jayaram |
| 2010   | Czech International | Herreneinzel | 1     | Ajay Jayaram |